# تانجو كورل
تانجو كورل (بالتركية: Tanju Korel)‏ (من مواليد 10 أكتوبر 1944 بإسطنبول ـ توفي 21 سبتمبر 2005 بإسطنبول). هو ممثل ومخرج سينمائي تركي. تلقى تعليمه بمدرسة جالاتاساراى الثانوية، والتحق بعد تخرجه من الثانوية بجامعة غرونوبل للتعليم المستمر في مدينة غرونوبل بفرنسا. تزوج الممثلة هوليا دركان وأنجبا ابنتين الكبرى زينب، عاشت لعدة سنوات في الولايات المتحدة تعمل مصمّمة أحذية وحقائب ومديرة أحد أكبر الفنادق في إسطنبول ، والصغرى برغزار كورل ممثلة ٱشتهرت بدور شهرزاد في المسلسل التركي ويبقى الحب الذي حظي بشعبية كبيرة ونسب مشاهدة عالية مابين سنة 2006 و2009 في تركيا والعالم العربي وبلدان أوروبا الشرقية، وزوجة الممثل التركي خالد أرغنتش.

## وصلات خارجية
- تانجو كورل على موقع IMDb (الإنجليزية)
- تانجو كورل على موقع قاعدة بيانات الفيلم (الإنجليزية)